# Horhy család
Horhi Horhy család Bars, Hont és Nyitra vármegyei, illetve Verebélyi széki egyházi nemesi család.
Nevüket Horhiról (szlovákul Horša) vehették, mely ma Léva városrésze. 1552-ben még e család birtokolta Horhi falut.
1453-ban Bodo Gergely nagysárói birtokbaiktatásánál Andrea de Horhy szomszédként szerepel. 1455-ben Pusztacsászt fele részben Bagamer-i Pál fia Balázsnak, fele részben pedig Horhy László fiainak: Benedeknek és Jánosnak statuálták királyi adomány címén. 1455-ben Horhy Istvánt említik. 1459-ben Horhy-i György literatus Lewa-i Cheh ”dictus” László nevében járt el a nyitrai káptalan előtt Garammikola birtok ügyében. Ilyen nevű személy (Horhy-i Lénárt deák/Leonardus de Horhy) említése 1467-ből, 1469-ből, 1476-ból, 1478-ból, 1480-ból és 1482-ből is ismert Budán, hovatartozása azonban nem dönthető el. 1477-ben Horhy-i Kelemen királyi emberként szerepel. 1478-ban Horhy-i Lászlót ügyvédként vallják a kolozsmonostori konvent előtt.
Horhi Pétert és Dalmady Sebestyénné Horhy Juliannát még a 15. és 16. század fordulóján említik a Dalmady és a Thúry család rokonságában. A 16. században Hont vármegyében is előfordultak, ekkor Horhy Benedek fiának Lőrincnek lánya Katalin, Deméndy hitvese volt. 1633-ban Horhy Tamás és fiai Márton és György a Hont vármegyei Alsósipék helységbeli birtokrészüket elzálogitják Gyürky Benedek özvegyének Bory Juditnak. 1637-ben Horhy Benedeket és feleségét említik.
Nem tudni pontosan milyen kapcsolatban állhattak, ha egyáltalán a Baranya vármegyei Horhyakkal, akiket 1542-ben Ibafalván említenek.
Nem tudni pontosan milyen kapcsolatban állhattak, ha egyáltalán a Szilágy vármegyei Horhiról származó Horhy családdal. 1582-ben Kraszna vármegye törvényszékén folyó peres ügyben Horhy András jobbágyát említik. Ebből a családból származhatott Horhy András leánya Anna érdekében Papfalvy István 1588-ban többedmagával pert indított L. Horváth János ellen. Horhi Anna Horhi Andrásnak Papfalvi István leányától, Katalintól született leánya volt, aki Bőnyei Ferencnek a girolti, mihályfalvi és újnémeti jószágaihoz is jogot tartott. Anna 1609-ben már Némethy Miklós deák felesége volt.
1699-ben Horhy István kapott adományt Kollonich Lipót érsektől Nemesdicskén. Ugyanebben az évben Jászberényben élt Horhy Gergely. A 18. század elején Horhi István volt birtokos Dicskén.
1752-ben Csáky Miklós érsek beiktatásához felállított verebélyi és szentgyörgyi széki bandériumban Horhy István zászlótartó volt, a zászló mellett pedig Horhy László is lovagolt. 1754-ben Némethy János özvegyének Horhy Juliannának Verebélyen a széplaki hegyen lévő pincéjénél Varga István többekkel a termésből "kilenced dézsmát" kért, ami miatt Horhy István és László testvérek megverték. 1770-ben Kirsner Mihály özvegye Horhy Julianna pereskedett Horhy László özvegyével Nagy Annamáriával. 1772-ben Horhy István és fia Elek vesztek össze és verekedtek Dicskén.
Az 1754/55-ös évi országos nemesi összeíráskor Hont vármegyében János fordul elő az igazolt nemesek között.
Horhy István szolgabíró 1732-ben használt pecsétjében a pajzsban szárnyas ragadozó, a koronás sisakdíszben pedig szintén szárnyas állatalak kardot tart. Horhy István verebély széki esküdt 1746-ban használt pecsétjében pajzsban szablyát tartó kar, a koronás sisakdíszben széttárt szárnyú madáralak S H monogrammal.

## Neves családtagjaik

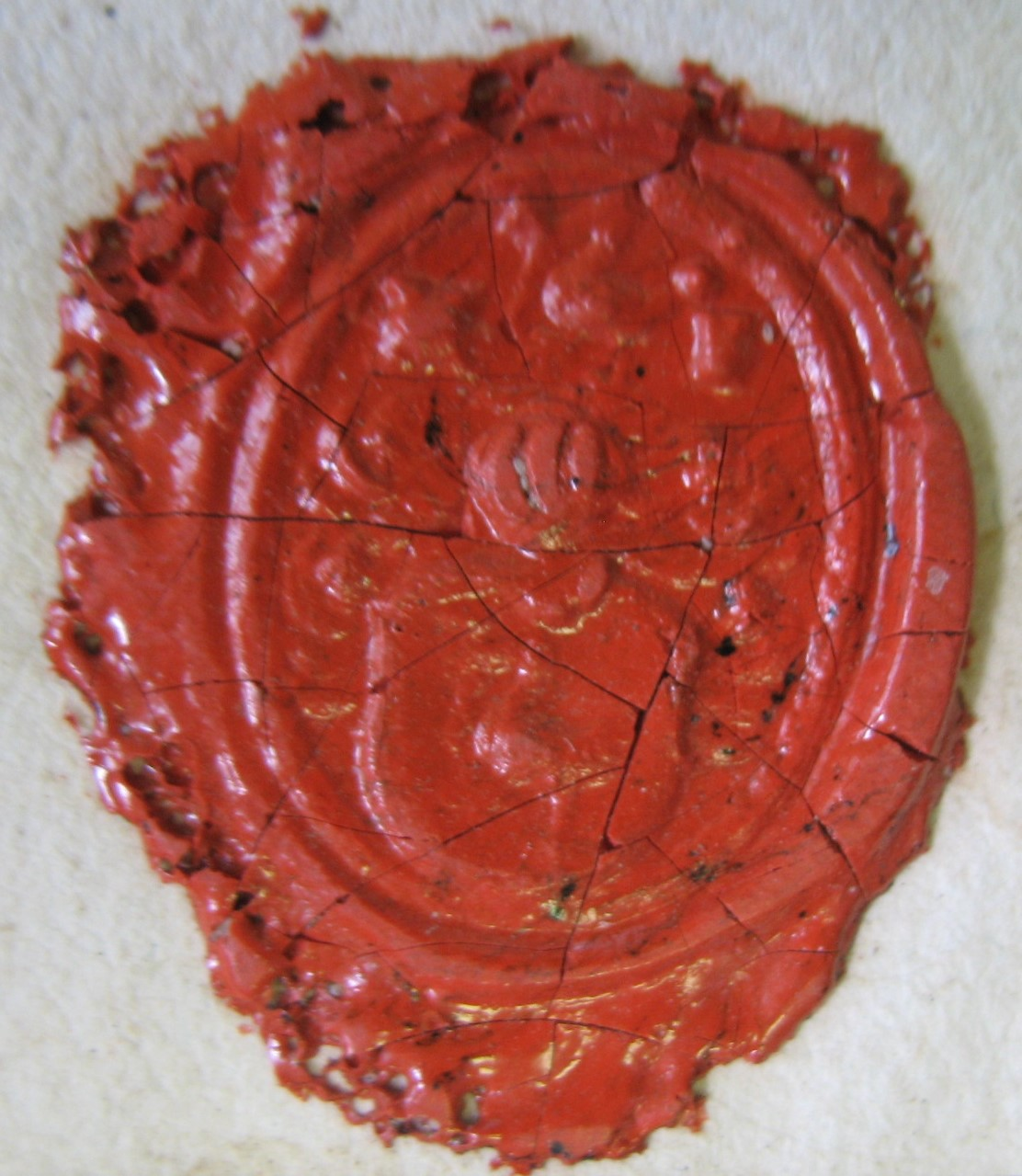
Horhy István verebélyi széki szolgabíró pecsétje 1726-ból
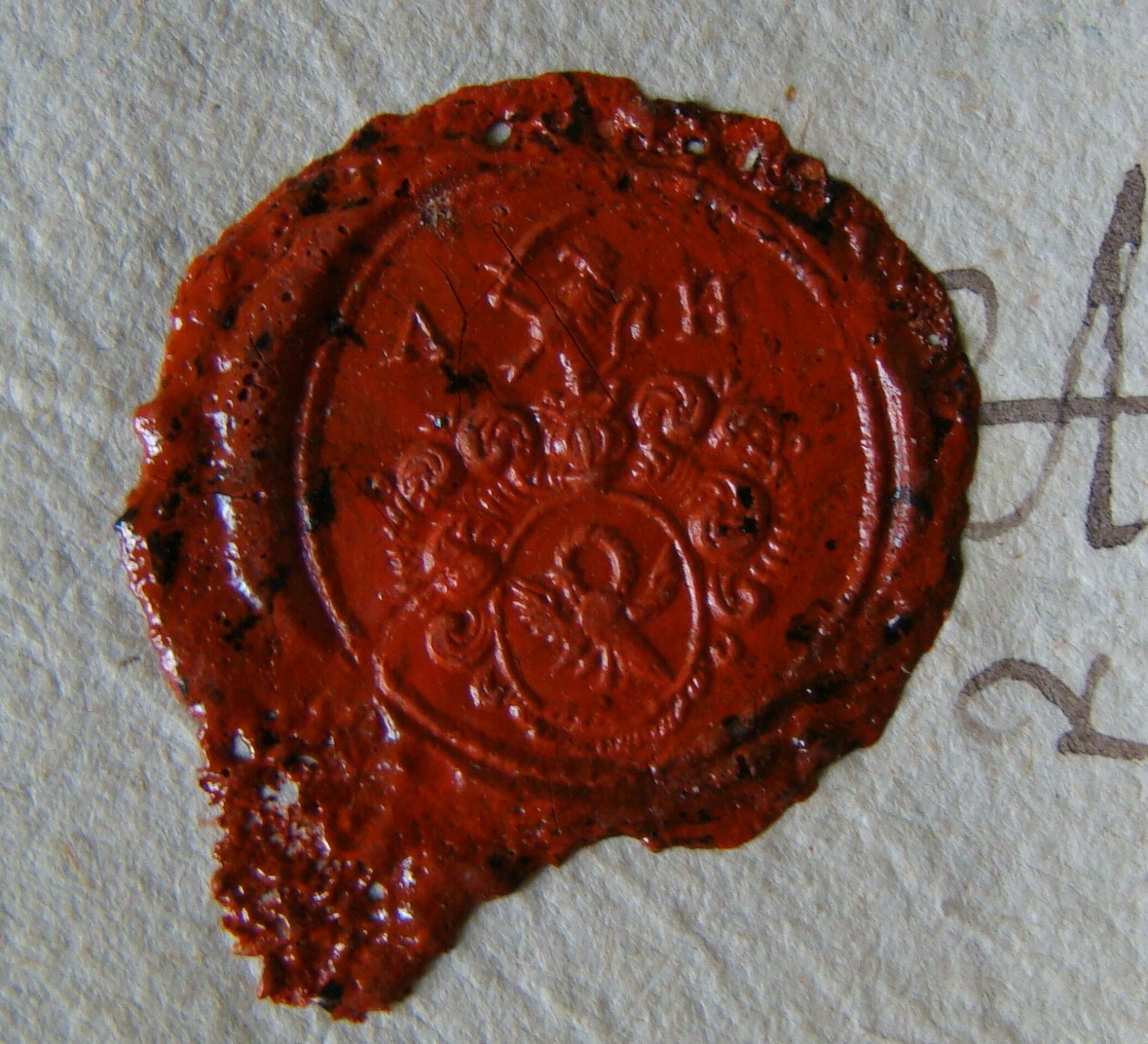
Horhy Elek verebélyi széki szolgabíró pecsétje 1786-ból
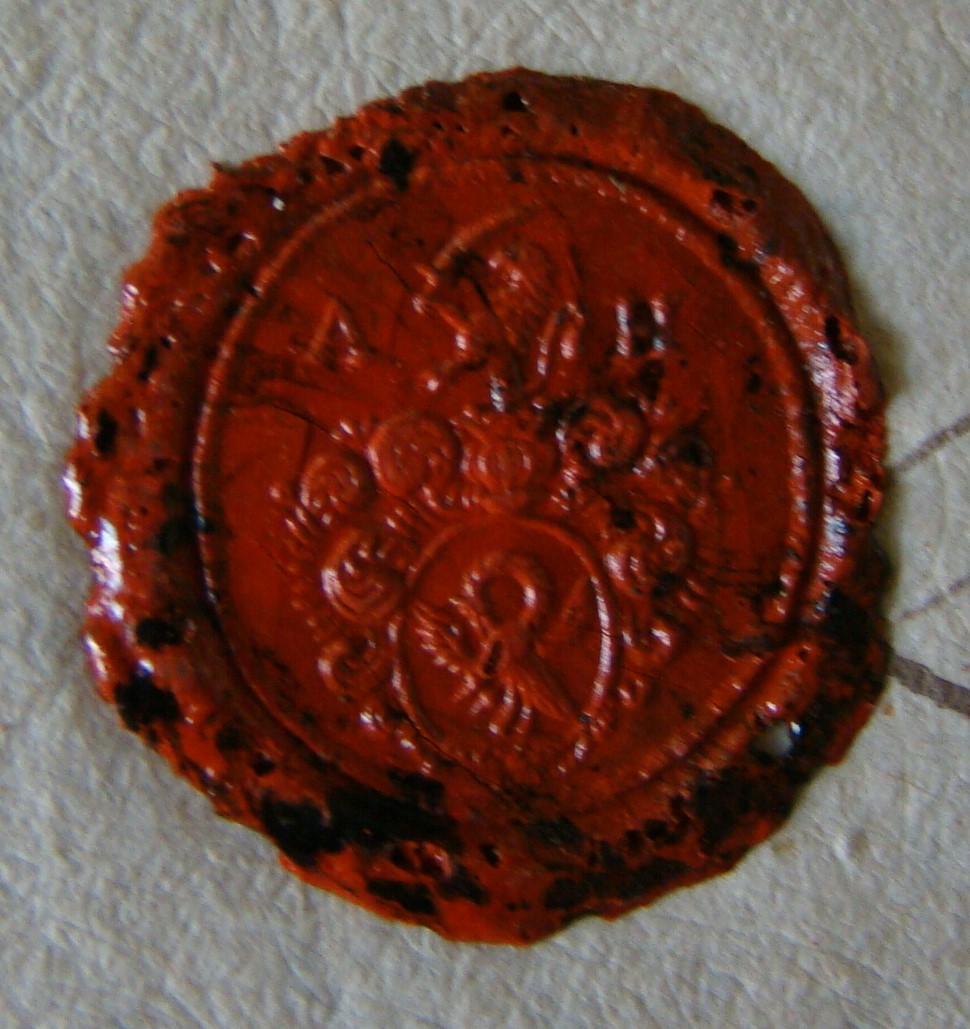
Horhy Elek verebélyi széki szolgabíró pecsétje 1786-ból
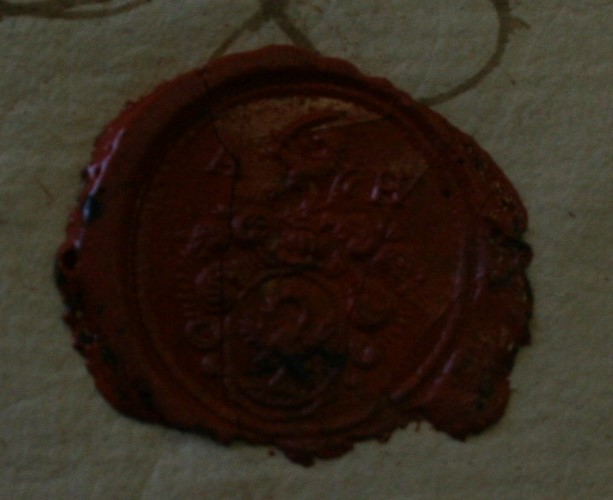
Horhy Elek verebélyi széki szolgabíró pecsétje 1788-ból

- Horhy-i Miklós szolgabíró 1449-ben Hont vármegyében[32]
- Horhy-i Márton szolgabíró 1450-ben Hont vármegyében[33]
- Horhy Miklós és Mátyás királyi emberek 1464-ben[34]
- Horhy István 1716-ban verebélyi széki esküdt,[35] 1720-ban,[36] 1726-ban, 1732-ben és 1733-ban szolgabíró[37]
- Horhy Elek megyei főszolgabíró
- Horhy István 1741-ben és 1744-ben verebélyi széki esküdt,[38] 1758-tól[39] és 1767-ben szolgabíró[40]
- Horhy János (1765-?) szolcsányi plébános[41]
- Horhi Horhy Mihály (1780-1856) mezőgazdász, 1832-ben gróf Esterházy János országgyűlési képviselője.
- Horhy Elek 1777-ben aljegyző,[42] 1785-ben verebélyi széki esküdt,[43] majd 1785-ben[44] és 1786-ban szolgabíró[42]
- Horhy István pomológus, Temesbökény jegyzője[45] a családhoz tartozása kérdéses
- Horhy Antal uradalmi ügyvéd,[46] 1839-ben gróf Esterházy János országgyűlési képviselője.
- Valószínűleg e családból származott Schvarcz Gyula (1839-1900) történész, jogtörténész, művelődéspolitikus, egyetemi tanár, országgyűlési képviselő, a Magyar Tudományos Akadémia tagja.[47]